# Konstantina Yeoryíu
Konstantina Yeoryíu (en griego: Κωνσταντίνα Γεωργίου; 15 de julio de 2004) es una deportista chipriota que compite en ciclismo de montaña en la disciplina de campo a través. Ganó una medalla de bronce en el Campeonato Europeo de Ciclismo de Montaña de 2024, en la prueba por eliminación.

## Medallero internacional
| Campeonato Europeo | Campeonato Europeo      | Campeonato Europeo | Campeonato Europeo |
| Año                | Lugar                   | Medalla            | Competición        |
| ------------------ | ----------------------- | ------------------ | ------------------ |
| 2024               | Gibraltar (Reino Unido) | Medalla de bronce  | Eliminación        |